# Jukka Nevalainen
Jukka Antero Nevalainen, detto Julius (Kitee, 21 aprile 1978), è un batterista finlandese. È noto principalmente per essere stato il primo batterista del gruppo symphonic metal Nightwish e per aver suonato nel gruppo progressive metal Sethian.

## Biografia
È nato in Finlandia il 21 aprile 1978 e attualmente vive a Joensuu, a nord di Helsinki.
Iniziò a suonare all'età di 11 anni e a 12 anni formò la sua prima band, i The Highway. Successivamente iniziò a suonare insieme a Emppu Vuorinen, concentrandosi su brani rock finlandesi e canzoni di Stratovarius, Helloween e Yngwie Malmsteen. Infine Tuomas Holopainen ed Emppu Vuorinen gli chiesero di entrare a far parte del progetto Nightwish.
Jukka ha suonato inoltre in un progetto parallelo, i Sethian.
È sposato e ha due figlie e un figlio. È vegetariano.

### Separazione dai Nightwish
Nell'agosto del 2014 venne annunciato che Jukka Nevalainen si sarebbe preso una pausa dalle attività delle band a causa di una forma cronica d'insonnia. Durante le sessioni di registrazione di Endless Forms Most Beautiful e il relativo tour, dunque, il posto dietro le pelli fu preso da Kai Hahto (in qualità di turnista) già batterista dei Wintersun, anche se venne specificato che Nevalainen avrebbe continuato a occuparsi degli affari del gruppo. Tornò a suonare coi Nightwish nel 2016, in un concerto che coincise con il ventesimo anniversario di attività della band. A partire dal 2019 la separazione divenne definitiva e Kai Hahto si unì ai Nightwish in veste di batterista ufficiale.

## Strumentazione
Jukka usa una batteria Tama Starclassic Maple, piatti Paiste e bacchette ProMark 5B.